# Plan de las Hayas
Plan de las Hayas är en ort i Mexiko.   Den ligger i kommunen Juchique de Ferrer och delstaten Veracruz, i den sydöstra delen av landet, 260 km öster om huvudstaden Mexico City. Plan de las Hayas ligger 1 057 meter över havet och antalet invånare är 2 199.
Terrängen runt Plan de las Hayas är kuperad åt sydost, men åt nordväst är den bergig. Runt Plan de las Hayas är det ganska tätbefolkat, med 75 invånare per kvadratkilometer. Närmaste större samhälle är Alto Lucero, 16,2 km söder om Plan de las Hayas. I omgivningarna runt Plan de las Hayas växer i huvudsak städsegrön lövskog.